# Szczehlica
Szczehlica (biał. Шчэгліца; ros. Щеглица, pol. hist. Szczehlice) – wieś na Białorusi, w obwodzie mohylewskim, w rejonie mohylewskim, w sielsowiecie Kniażyce.
W XIX w. majątek ziemski. Do 1917 położona była w Rosji, w guberni mohylewskiej, w powiecie mohylewskim. Następnie w granicach Związku Sowieckiego. Od 1991 w niepodległej Białorusi.